# Baron Dunalley

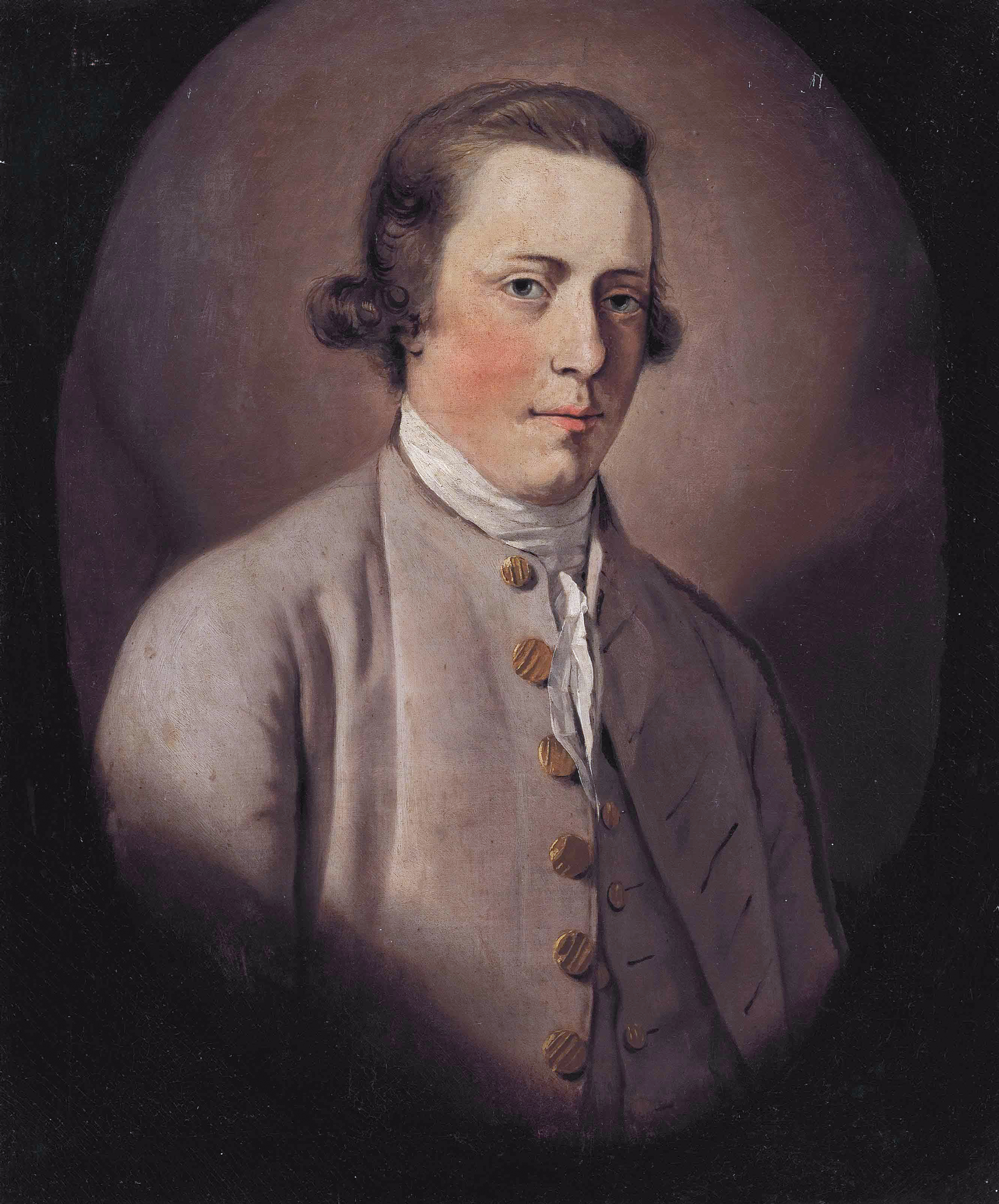
Henry Prittie, 1. Baron Dunalley

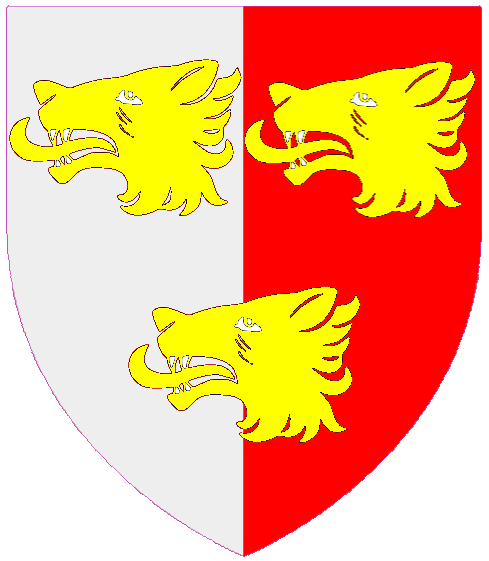
Wappen der Barone Dunalley

Baron Dunalley (auch Donalley), of Kilboy in the County of Tipperary, ist ein erblicher britischer Adelstitel in der Peerage of Ireland.
Familiensitz der Barone war bis 1922 Kilboy House bei Nenagh im County Tipperary.

## Verleihung
Der Titel wurde am 31. Juli 1800 für den irischen Politiker Henry Prittie geschaffen.
Heutiger Titelinhaber ist seit 1992 sein Ur-ur-ur-urenkel Henry Prittie, 7. Baron Dunalley.

## Liste der Barone Dunalley (1800)
- Henry Prittie, 1. Baron Dunalley (1743–1801)
- Henry Prittie, 2. Baron Dunalley (1775–1854)
- Henry Prittie, 3. Baron Dunalley (1807–1885)
- Henry Prittie, 4. Baron Dunalley (1851–1927)
- Henry Prittie, 5. Baron Dunalley (1877–1948)
- Henry Prittie, 6. Baron Dunalley (1912–1992)
- Henry Prittie, 7. Baron Dunalley (* 1948)

Titelerbe (Heir apparent) ist der Sohn des aktuellen Titelinhabers, Hon. Joel Prittie (* 1981).